# Barbarits Lajos
Barbarits Lajos (Veszprém, 1899. október 3. – Budapest, 1981. július 9.) agrártörténész, újságíró, szépíró, költő, a Magyar Mezőgazdasági Múzeum munkatársa.

## Életpályája
Alsóbb iskoláit Pápán végezte el. Az első világháborúban, majd 1920-ban is katonaként szolgált. Ezt követően 1923-ig tanulmányokat folytatott a Keszthelyi Gazdasági Akadémián, és okleveles mezőgazda címet nyert. 1923-tól Nagykanizsán a Zalai Közlöny belső munkatársa, 1926–1944 között a Kanizsai Újság felelős szerkesztője, de más újságokban is jelentek meg kisebb versei, elbeszélései. Nagykanizsa történetéről más társszerzőkkel könyvet írt, amit 1929-ben adtak ki. A második világháború idején, az 1944-es nyilas hatalomátvételt követően családjával bujdosni kényszerült. 1945-től a Nagykanizsai Nyomda vezetője volt. 1946-ban belépett a Szociáldemokrata Pártba. 1948-ban Budapestre költözött, majd 1949-ben a Tenyészforgalmi Vállalat alkalmazottjaként helyezkedett el. 1954-től a Magyar Mezőgazdasági Múzeum munkatársa, 1957-től igazgatóhelyettese volt. 1967-ben vonult nyugalomba. Ezt követően még éveken át a Földművelésügyi Minisztérium Módszertani Intézetében vállalt munkákat.
Jelentős tudományos kutatói-szakírói munkája mellett mezőgazdasági műtárgyak gyűjtésében és több kiállítás létrehozásában működött közre.

## Művei

### Önálló kiadványai
- Nagykanizsa, Magyar Városok Monográfiája, Budapest, 1929 (több munkatárssal)
- Őszi gyónás. Barbarits Lajos versei. Zrínyi Miklós Irodalmi és Művészeti Kör, Nagykanizsa, 1934
- (szerk.) Képes Szent István naptár az 1944. évre, Közgazdasági Rt. Nyomdája, Nagykanizsa, 1944
- Mezőgazdaságunk gépesítésének kezdetei, Budapest, 1958 (Mezőgazdasági Múzeum Füzetei 5.)
- A cséphadarótól a kombájnig, Budapest, 1959 (Mezőgazdasági Múzeum Füzetei 9.)
- A gőzeke szántás története, Ságvári Nyomda, Budapest, 1960 (Mezőgazdasági Múzeum Füzetei 13.)
- (szerk.) A Magyar Mezőgazdasági Múzeum épülete – a budapesti Vajdahunyadvár, Budapest, 1961 (Mezőgazdasági Múzeum Füzetei 18.)
- A vetés gépesítésének kezdetei és elterjedése Magyarországon, Magyar Mezőgazdasági Múzeum, 1965 (Mezőgazdaságtörténeti Tanulmányok 2.)
- Pethe Ferenc 1763-1832 emlékkiállítás 1963, Múzeumok Rotaüzeme, Budapest, 1968
- Séta a Mezőgazdasági Múzeumban I–II., Magyar Diafilmgyártó Vállalat, Budapest, 1960 (fényképgyűjtemény, 102 db)
- Séta a Mezőgazdasági Múzeumban, Magyar Diafilmgyártó Vállalat, Budapest, 1963 (fényképgyűjtemény, 60 db)

### Nagyobb cikkei
- A vetőgép magyarországi elterjedésének angliai és németországi előzményei In: A  Magyar Mezőgazdasági Múzeum Közleményei 1964, 1964, 25-40. o.
- Munkaszervezési kérdések a gabonaaratás gépi formáinak magyarországi kialakulása során In: Agrártörténeti Szemle 16. évfolyam (1974), 426-445. o.

### Műfordításai
- Zbyněk Z. Stránský: A muzeológusképzés, Múzeumi Restaurátor- és Módszertani Központ Kiadása, Budapest, 1978.